# Europäisches Portugiesisch
Europäisches Portugiesisch (português europeu), auch bekannt als lusitanisches Portugiesisch (português lusitano), iberisches Portugiesisch (português ibérico) und Portugiesisch Portugals (português de Portugal) in Brasilien, bezeichnet die Varietät der portugiesischen Sprache, wie sie in Portugal gesprochen wird. Die Aussprache des Standardportugiesisch, die auf europäischem Portugiesisch fußende Standardvarietät, ist Referenz für Portugal, die lusophonen Länder Afrikas, Osttimor und Macau. Das Wort „europäisch“ wurde zur Vermeidung des Terms „portugiesisches Portugiesisch“ (português português) als Äquivalent zu brasilianischem Portugiesisch gewählt.

## Geographische Varianten

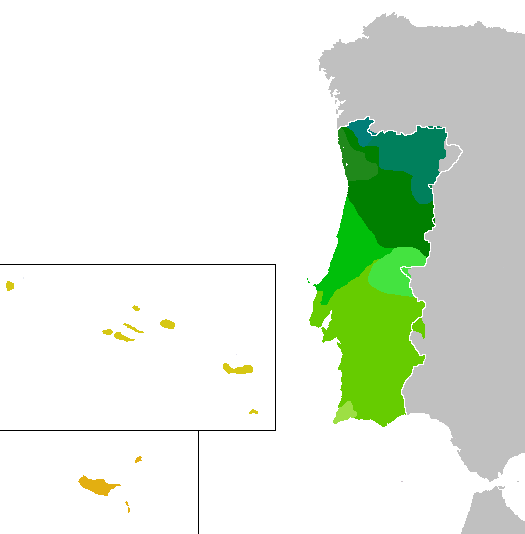
Dialekte in Portugal

Übersichtskarte der PALOP-Staaten

Europäisches Portugiesisch lässt sich grob in nördliche und südliche Varianten unterteilen. Die Standardformen basieren auf zwei Varietäten, der Coimbras und der Lissabons.
Phonetisch gibt es ebenso Unterschiede. So sind etwa in Nordportugal die Phoneme /⁠b⁠/ und /⁠v⁠/ weniger differenziert als im Rest der portugiesischsprachigen Welt (ähnlich anderer Sprachen der iberischen Halbinsel). Ein weiterer Regionalismus kann im Süden beim Gebrauch des Gerundiums als Verlaufsform im Gegensatz zum Infinitiv mit der Präposition a gefunden werden.
Portugiesisch wird von einer signifikanten Minderheit in Andorra und Luxemburg gebraucht. Andorra hat Interesse bekundet, der Gemeinschaft der Portugiesischsprachigen Länder (CPLP) beizutreten. Eine große Diaspora gibt es zudem in Frankreich, Deutschland und der Schweiz.

### Galicisch
Das Galicisch, welches in der Autonomen Gemeinschaft Galicien in Spanien gesprochen wird, ist mit Portugiesisch sehr eng verwandt. Bis heute diskutieren Linguisten, ob Galicisch ein Dialekt des Portugiesisch oder eine eigenständige, wenngleich eng verwandte Sprache ist.
Galicien hat Interesse bekundet, der CPLP als assoziierter Beobachter beizutreten, wobei die spanische Regierung noch nicht darüber befunden hat.

## Bedeutung
Portugal behielt als Kolonialmacht die Kontrolle über seine Gebiete der Alten Welt wesentlich länger als über Brasilien. Somit gilt europäisches Portugiesisch in den afrikanischen und asiatischen lusophonen Ländern (Angola, Kap Verde, Osttimor, Guinea-Bissau, Macau, Mosambik und São Tomé und Príncipe) als Standard. Portugals Universitäten sind weiterhin Ziel für die Eliten jener Länder. In Europa ist europäisches Portugiesisch nach wie vor die Standardvariante beim Fremdsprachenerwerb.
Das Instituto Camões ist die portugiesische Kulturinstitution zur internationalen Verbreitung von Sprache, Kultur und genereller Landeskunde. Hierdurch wird wiederum das Portugiesische Portugals als Norm gelehrt.
RTP ist die portugiesische öffentlich-rechtliche Medienanstalt, die ebenfalls als weltweiter Verbreitungskanal von Inhalten in der europäischen Variante fungiert. Eine Sparte von RTP Internacional ist RTP África, welches das lusophone Afrika bedient.
Beim Schätzen der Sprecherzahl des europäischen Portugiesisch muss auch an die portugiesische Diaspora gedacht werden, die man auf allen Kontinenten antrifft.